# 탄탄대로 (강원주말)
박권의 주말 탄탄대로는 TBN 강원교통방송(원주 FM 105.9MHz, 춘천 FM 103.7MHz, 강릉 FM 105.5MHz, 양양 FM 95.1MHz, 동해 FM 95.3MHz, 평창 FM 89.3MHz)에서 주말 밤 8시부터 9시 55분까지 방송되는 라디오 7080 가요, 8090 가요, 2000년대 가요, 2010년대 가요, 2020년대 가요 프로그램이다.

## 프로그램 소개
- 그 시절을 노래했던 유행가는 라디오 키즈들이 평생가져가는 선물이었다. 7080세대는 공감을, 90세대에는 힐링을 주는 소통의 공간을 마련해 지친 일상에 휴식을 선사할 수 있는 시간이 되고자 한다.

## 코너소개

### 매일 코너
- 그 순간을 노래하다 - 인생의 중요한 순간에 함께한 노래는?

## 토요일
- 라디오 재 상영관 : 주말에 볼만한 추억의 영화 리뷰
- 권이와 진이의 밤과 음악사이 : 추억의 댄스곡과 함께 한주의 스트레스를 날려 버리는 시간
- 날씨이야기 : 주말과 다음 한주의 날씨이야기와 날씨관련 상식 코너

## 일요일
- 내 맘대로 베스트 : 특정 주제와 함께 하는 MC의 내 맘대로 Best
- 숫자로 보는 대한 민국 : 대한민국의 현대사를 숫자로 알아보는 시간
- 김헌식 문화평론가와 함께하는 그땐 그랬지 : 추억의 문화를 통해 그 시절을 회상해 본다